# Polybius (leyenda urbana)

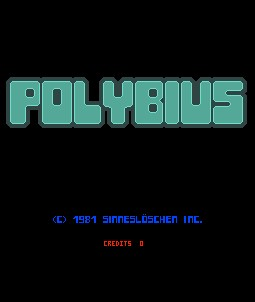
La supuesta pantalla de inicio como se encuentra en el artículo de coinop.org

Polybius es un videojuego ficticio de arcade de 1981, que forma parte de una famosa leyenda urbana. Según esta leyenda, el videojuego producía efectos devastadores a sus jugadores; por ejemplo, locura, estrés, horribles pesadillas e incluso tendencia al suicidio. También se suele mencionar a modo de teoría de conspiración, que afirma que poco tiempo después de su lanzamiento, el juego habría desaparecido sin dejar rastro alguno.
En 2017 se lanzó un videojuego verdadero llamado Polybius para la consola PlayStation 4 y PlayStation VR.

## Leyenda urbana

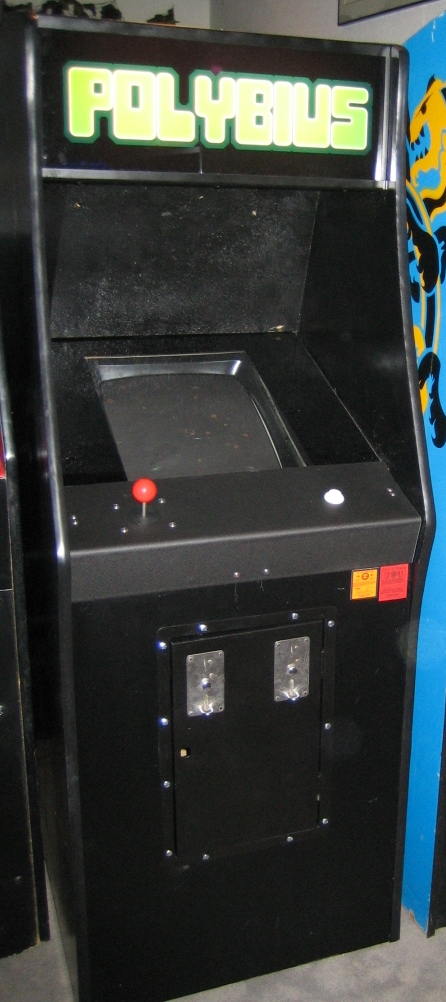
Réplica de la máquina recreativa de Polybius.

Según la leyenda urbana, un videojuego nunca antes visto apareció en varias salas de juegos de los suburbios de la ciudad de Portland (Oregón), conocido como Polybius. Supuestamente, el juego fue fabricado por una empresa llamada 'Sinneslöschen' (en alemán ‘pérdida de los sentidos’) y programado por Ed Rottberg.
En el juego, el jugador manejaba una nave que disparaba a una serie de enemigos mientras las fases se desarrollaban con una temática tipo puzle. Asimismo, todos los testigos coincidían en que una particularidad del juego era que la nave no se movía con el mando, sino que la pantalla rotaba alrededor de la nave. El juego constituía una revolución en aquella época, y su aspecto gráfico, de colores vivos y abundantes efectos luminosos, fue una gran atracción para todos los jugadores de videojuegos.

Al poco tiempo el juego se hizo muy popular, hasta llegar al punto de producir adicción en algunos jugadores. Siempre se formaban largas colas para poder jugar. Los relatos de las personas que tuvieron la oportunidad de jugar a él hablaban de combinaciones de luces estroboscópicas y gráficos, que contenían mensajes subliminales. El juego producía afecciones neurológicas en los jugadores, como mareos, tics nerviosos, vómitos, pérdidas de memoria, alucinaciones auditivas y ópticas, ataques epilépticos y terrores nocturnos. También aseguraban ver caras fantasmales por el rabillo del ojo recorriendo la pantalla del juego a extrema velocidad, casi imperceptibles, así como mensajes que incitaban al suicidio o al conformismo, tales como Kill yourself ("Mátate"), No imagination ("Sin imaginación"), No thought ("Sin pensamiento"), Conform ("Confórmate"), Honor apathy ("Honra la apatía"), Do not question authority ("No cuestiones a la autoridad") o
Surrender ("Ríndete"). Muchos afirman haber oído voces y lamentos entremezclados con el fortísimo y confuso sonido del videojuego.
Curiosamente, el juego al principio provocaba una gran adicción, para después generar un odio visceral al mismo. Los jugadores olvidaban en qué consistía el juego de forma escalonada, por lo que hoy en día es casi imposible encontrar un testimonio de alguien que supuestamente haya conseguido jugar y lo recuerde a la perfección.
Cuando se cerraban las salas de juegos, algunos testigos afirmaban ver a dos hombres con trajes negros (los Hombres de Negro, otra leyenda urbana) que entraban a hablar con el dueño de la sala y tomaban notas acerca de los efectos del videojuego. Esto acrecentó la sospecha de que la máquina pertenecía al gobierno estadounidense.
La leyenda incluía una anécdota acerca de que los Hombres de Negro se habían olvidado de salir del menú de opciones de la máquina, y en la pantalla habían parámetros tales como:
- Pesadillas
- Terrores nocturnos
- Amnesia
- Alucinaciones
- Mensajes subliminales.

Finalmente, la prensa local de Portland se hizo eco del fallecimiento de un jugador que sufrió un ataque epiléptico mientras jugaba. Al día siguiente, empleados de la compañía, vestidos como siempre de negro, acudieron a todas las salas en donde se había instalado el juego y se llevaron todas las unidades, haciéndolo desaparecer para siempre.

## Steven Roach
El 20 de marzo de 2006, un hombre que se hacía llamar Steven Roach creó un tema en la página web coinop.org contando su relación con el juego Polybius y con su intención de "dejar el tema en paz". Afirmaba haber estado trabajando para una empresa de Sudamérica que quería sacar un juego con un nuevo enfoque con respecto a los gráficos (probablemente gráficos vectoriales). El juego se creó para ser muy adictivo, pero los gráficos, al cometerse un error en el diseño, hicieron que el juego fuera muy peligroso, pudiendo provocar epilepsia. El juego fue cancelado y los subcontratistas (Sinneslöschen) fueron disueltos.
En abril de 2009 Duane Weatherall entrevistó a Steven Roach y descubrió que la historia era totalmente falsa debido a las numerosas contradicciones, siendo que algunas de ellas parecen proceder directamente de Wikipedia, como la posibilidad de una participación de Cyberyogi, que fue el producto de la búsqueda exhaustiva, a través de archivos de Usenet por parte de un editor de Wikipedia. La entrevista también incluye algunos de los antecedentes de Roach, incluyendo la revelación de que viene de Rhyl, Gales, y una posible reconstrucción de la historia.

## Explicación
Se desconoce el origen de la leyenda aunque probablemente se trate de un bulo que surgió en Usenet. Algunos blogueros sostienen que la historia surgió cuando se lanzó Tempest, juego arcade similar al descrito por la leyenda. Al parecer, la primera versión de este juego tuvo problemas, algunos niños sufrieron epilepsia, y se tuvo que retirar.
Varias personas han afirmado tener un ROM del juego pero ninguno de ellos lo ha hecho disponible para el escrutinio público. Esta "falta de pruebas contundentes" es una situación típica en los bulos y las teorías de conspiración. Además, todavía circula información contradictoria sobre el estilo o el género del juego. Algunas fuentes afirman que es un juego donde hay que avanzar por laberintos (tipo puzle), mientras que otros lo describen como una nave que combate en el espacio.
La revista Electronic Games, que promocionaba y analizaba juegos de todo tipo, incluidos los de arcade, puso a disposición del público todos los ejemplares de la revista en línea, en formato PDF, y no existe referencia alguna al juego en ninguna de las copias. Previo a 2004, solo existe un texto que menciona el juego en la revista GamePro y apareció en la edición de septiembre de 2003 como parte de un reportaje sobre las leyendas urbanas de los videojuegos titulado "Secretos y mentiras". Asimismo, la famosa página sobre leyendas urbanas Snopes.com también desmiente el mito.

## En la cultura popular
- El juego apareció en un capítulo de la temporada 18 de la serie televisiva estadounidense Los Simpson titulado «Please Homer, Don't Hammer 'Em...» (traducido como «Por favor, Homer, no des ni clavo» en España, y «Por favor, Homero, no uses el martillo» en Hispanoamérica). En él se puede ver una máquina recreativa con un solo botón en el panel. En la parte frontal de la máquina están impresas las palabras "Propiedad del Gobierno de Estados Unidos".[8]
- En el episodio «La bóveda» de la serie animada estadounidense Adventure Time (Hora de aventura en España y Latinoamérica), el protagonista Finn es puesto en trance tras jugar un videojuego de colores estroboscópicos, que le hace revivir sus vidas pasadas. El videojuego es llamado Prybius, posiblemente en referencia al videojuego Polybius.[cita requerida]
- En el videojuego Randal's Monday, en el cuarto de Randal aparece el videojuego Polybius.[9]
- En el videojuego Farming Simulator 17 se puede encontrar una consola rota de este juego en el mapa de Goldcrest Valley.
- El juego aparece en Armada, la última novela de Ernest Cline.[10]
- Un arcade de Polybius aparece en uno de los capítulos de la primera temporada de The Goldbergs durante apenas 5 segundos, cuando el hijo mayor descubre el PunchOut de Nintendo. [cita requerida]
- En la tercera expansión de Los Sims 3: al caer la noche, de la saga de videojuegos Los Sims, hay una máquina recreativa que es una parodia del juego.[cita requerida]
- El capítulo cuarto de la primera temporada de la serie Dimensión 404, titulado precisamente "Polybius", está dedicado a este videojuego. En esta versión del juego, el jugador tiene que correr por un laberinto mientras una especie de monstruo trata de atraparlo.[cita requerida]
- La banda estadounidense de rock industrial Nine Inch Nails lanzó el 13 de julio de 2017 el tema "Less Than", perteneciente al EP Add Violence, cuyo vídeo está basado en una partida del juego Polybius.
- El canal de YouTube Angry Video Game Nerd centró uno de sus episodios en este juego, haciendo una suerte de película de terror de Serie B usando elementos de la propia leyenda urbana.
- En el mapa "Flee The Facility [BETA]" del videojuego Roblox, atrás de la casa donde el jugador aparece hay un conducto que dirige a un laberinto, y que si se lo pasa aparece el juego Polybius, aunque no lo permite jugar. La teoría más popular es que el juego quiere evitar que el jugador sufra tales efectos sensoriales.[cita requerida]
- En la película Summer of '84 (Verano del '84), de 2018, en una escena dentro de una bolera, se ve el videojuego de recreativa detrás de los protagonistas.
- En el primer episodio de la tercera temporada de la serie web Kofi aparece el videojuego Polytrius, clara parodia a Polybius (aunque también aparece brevemente en la segunda temporada).
- En el segundo episodio de la primera temporada de Glitch Techs se menciona a Bolypius, una clara referencia a Polybius.
- Una consola de Polybius aparece en los últimos segundos del primer corto oficial de la serie de televisión Loki (2021), de Marvel.
- Una camiseta de Polybius aparece en uno de los capítulos de Pantomima Full titulado Paranormal